# Vuelta a Bélgica
La Vuelta a Bélgica  (oficialmente: Baloise Belgium Tour) es una carrera ciclista por etapas que se disputa anualmente, durante el mes de mayo, en Bélgica desde 1908.
Tuvo lugar anualmente entre 1908 y 1981, excepto durante los años de las Guerras Mundiales. Entre 1982 y 2001, varias ediciones no fueron disputadas, disputándose ya desde 2002 de manera continuada. A partir de 2009 formó parte de la máxima categoría (2.HC) del UCI Europe Tour (desde la creación de los Circuitos Continentales UCI hasta 2008 estuvo en la categoría 2.1.).

## Palmarés
| Año                                                                 | Ganador               | Segundo                 | Tercero                 |
| ------------------------------------------------------------------- | --------------------- | ----------------------- | ----------------------- |
| 1908                                                                | Lucien Petit-Breton   | Gustave Garrigou        | Eugène Platteau         |
| 1909                                                                | Paul Duboc            | Jean Alavoine           | Cyrille van Hauwaert    |
| 1910                                                                | Jules Masselis        | Henri Devroye           | Nestor Rosart           |
| 1911                                                                | René Vandenberghe     | Eugène Christophe       | Maurice Léturgie        |
| 1912                                                                | Odile Defraye         | Henri Pélissier         | André Blaise            |
| 1913                                                                | Dieudonné Gauthy      | Émile Masson            | Marcel Buysse           |
| 1914                                                                | Louis Mottiat         | Jean Rossius            | Paul Deman              |
| 1915-1918 ediciones no realizada debido a la Primera Guerra Mundial |                       |                         |                         |
| 1919                                                                | Émile Masson          | Hector Heusghem         | Jules Van Hevel         |
| 1920                                                                | Louis Mottiat         | Albert Dejonghe         | Léon Despontin          |
| 1921                                                                | René Vermandel        | Émile Masson            | Jules Van Hevel         |
| 1922                                                                | René Vermandel        | Émile Masson            | Théophile Beeckman      |
| 1923                                                                | Émile Masson          | Felix Sellier           | Nicolas Frantz          |
| 1924                                                                | Felix Sellier         | Nicolas Frantz          | Adelin Benoît           |
| 1925                                                                | Denis Verschueren     | Maurice De Waele        | August Verdyck          |
| 1926                                                                | Jean De Busschere     | Felix Sellier           | Maurice Depauw Sr.      |
| 1927                                                                | Léopold-Albert Matton | Rémy Van Impe           | Joseph Dervaes          |
| 1928                                                                | Jules Van Hevel       | Julien Delbecque        | René Vermandel          |
| 1929                                                                | Armand Van Bruaene    | Maurice De Waele        | Raymond Decorte         |
| 1930                                                                | Émile Joly            | Émile Decroix           | Hector Van Rossem       |
| 1931                                                                | Maurice De Waele      | Kamiel De Graeve        | Jean Wauters            |
| 1932                                                                | Léon Louyet           | Jan-Jozef Horemans      | Eugène Gijbels          |
| 1933                                                                | Jean Aerts            | Alfons Deloor           | George Ronsse           |
| 1934                                                                | François Gardier      | Antoine Dignef          | Alfons Deloor           |
| 1935                                                                | Jef Moerenhout        | Henri Garnier           | Jean Wauters            |
| 1936                                                                | Émile Decroix         | Robert Wierinckx        | Frans Bonduel           |
| 1937                                                                | Adolphe Braeckeveldt  | René Walschot           | Georges Christiaens     |
| 1938                                                                | François Neuville     | Albert Ritserveldt      | Frans Demondt           |
| 1939                                                                | Joseph Somers         | Antoine Dignef          | Maurice Clautier        |
| 1940-1944 ediciones no realizada debido a la Segunda Guerra Mundial |                       |                         |                         |
| 1945                                                                | Norbert Callens       | Sylvain Grysolle        | Désiré Keteleer         |
| 1946                                                                | Albert Ramon          | Jean Engels             | Julien Hamelryckx       |
| 1947                                                                | Maurice van Herzele   | Albert Ramon            | Emiel Rogiers           |
| 1948                                                                | Stan Ockers           | Lucien Mathys           | André Declerck          |
| 1949                                                                | Ernest Sterckx        | Raymond Impanis         | Roger Gyselinck         |
| 1950                                                                | Albert Dubuisson      | René Oreel              | Roger Gyselinck         |
| 1951                                                                | Lucien Mathys         | Marcel De Mulder        | Omer Braeckeveldt       |
| 1952                                                                | Henri Van Kerckhove   | Marcel De Mulder        | Georges Vermeersch      |
| 1953                                                                | Florent Rondelé       | Albéric Schotte         | Pino Cerami             |
| 1954                                                                | Henri Van Kerckhove   | Rik Van Looy            | Marcel Hendrickx        |
| 1955                                                                | Alex Close            | Marcel Ernzer           | Richard Van Genechten   |
| 1956                                                                | André Vlaeyen         | Jef Planckaert          | Jean Brankart           |
| 1957                                                                | Pino Cerami           | Jean Vliegen            | Firmin Bral             |
| 1958                                                                | Noël Foré             | Armand Desmet           | Jan Zagers              |
| 1959                                                                | Armand Desmet         | Pieter Van Der Plaetsen | Kamiel Buysse           |
| 1960                                                                | Alphonse Sweeck       | André Messelis          | Willy Truye             |
| 1961                                                                | Rik Van Looy          | Armand Desmet           | Willy Schroeders        |
| 1962                                                                | Noël Foré             | Peter Post              | Guillaume Van Tongerloo |
| 1963                                                                | Peter Post            | Huub Zilverberg         | Frans De Mulder         |
| 1964                                                                | Benoni Beheyt         | Peter Post              | Gilbert Desmet          |
| 1965                                                                | Jean Stablinski       | Gilbert Desmet          | Roger De Breuker        |
| 1966                                                                | Vittorio Adorni       | Rolf Wolfshohl          | Jos Huysmans            |
| 1967                                                                | Carmine Preziosi      | Herman Van Springel     | Jan Janssen             |
| 1968                                                                | Wilfried David        | Marinus Wagtmans        | Herman Van Springel     |
| 1969                                                                | Eric De Vlaeminck     | Wim Schepers            | Herman Van Springel     |
| 1970                                                                | Eddy Merckx           | Walter Godefroot        | Eric De Vlaeminck       |
| 1971                                                                | Eddy Merckx           | Herman Van Springel     | Ferdinand Bracke        |
| 1972                                                                | Roger Swerts          | Willy De Geest          | Joop Zoetemelk          |
| 1973                                                                | Leif Mortensen        | Herman Van Springel     | René Pijnen             |
| 1974                                                                | Roger Swerts          | Ronald De Witte         | Ferdinand Bracke        |
| 1975                                                                | Freddy Maertens       | Michel Pollentier       | Frans Verbeeck          |
| 1976                                                                | Michel Pollentier     | Wilfried David          | Freddy Maertens         |
| 1977                                                                | Walter Planckaert     | Guido Van Sweevelt      | Cees Priem              |
| 1978                                                                | Andre Dierickx        | Freddy Maertens         | Dietrich Thurau         |
| 1979                                                                | Daniel Willems        | Herman Van Springel     | Alfons De Wolf          |
| 1980                                                                | Gerrie Knetemann      | Daniel Willems          | Francesco Moser         |
| 1981                                                                | Ad Wijnands           | Ronny Claes             | Géry Verlinden          |
| 1982-1983 ediciones no realizadas                                   |                       |                         |                         |
| 1984                                                                | Eddy Planckaert       | Marc Sergeant           | Ronny Van Holen         |
| 1985                                                                | Ludo Peeters          | Phil Anderson           | Rudy Matthijs           |
| 1986                                                                | Nico Emonds           | Marc Sergeant           | Nico Verhoeven          |
| 1987 edición no realizada                                           |                       |                         |                         |
| 1988                                                                | Frans Maassen         | Eric van Lancker        | Allan Peiper            |
| 1989                                                                | Sean Yates            | Frans Maassen           | Johan Museeuw           |
| 1990                                                                | Frans Maassen         | Vladímir Pulnikov       | Adriano Baffi           |
| 1991-2001 ediciones no realizadas                                   |                       |                         |                         |
| 2002                                                                | Bart Voskamp          | Ludo Dierckxsens        | Sylvain Chavanel        |
| 2003                                                                | Michael Rogers        | Bart Voskamp            | Robert Bartko           |
| 2004                                                                | Sylvain Chavanel      | Bart Voskamp            | Max van Heeswijk        |
| 2005                                                                | Tom Boonen            | Bert Roesems            | Linas Balčiūnas         |
| 2006                                                                | Maarten Tjallingii    | Sébastien Rosseler      | Max van Heeswijk        |
| 2007                                                                | Vladímir Gúsev        | Maarten Tjallingii      | Leif Hoste              |
| 2008                                                                | Stijn Devolder        | Greg Van Avermaet       | Serguéi Ivanov          |
| 2009                                                                | Lars Boom             | Koos Moerenhout         | Dominique Cornu         |
| 2010                                                                | Stijn Devolder        | Dominique Cornu         | Bram Tankink            |
| 2011                                                                | Philippe Gilbert      | Greg Van Avermaet       | Björn Leukemans         |
| 2012                                                                | Tony Martin           | Lieuwe Westra           | Carlos Barredo          |
| 2013                                                                | Tony Martin           | Luis León Sánchez       | Philippe Gilbert        |
| 2014                                                                | Tony Martin           | Tom Dumoulin            | Sylvain Chavanel        |
| 2015                                                                | Greg Van Avermaet     | Tiesj Benoot            | Gaëtan Bille            |
| 2016                                                                | Dries Devenyns        | Reto Hollenstein        | Stijn Vandenbergh       |
| 2017                                                                | Jens Keukeleire       | Rémi Cavagna            | Tony Martin             |
| 2018                                                                | Jens Keukeleire       | Jelle Vanendert         | Dion Smith              |
| 2019                                                                | Remco Evenepoel       | Victor Campenaerts      | Tim Wellens             |
| 2020 edición cancelada                                              |                       |                         |                         |
| 2021                                                                | Remco Evenepoel       | Yves Lampaert           | Gianni Marchand         |
| 2022                                                                | Mauro Schmid          | Tim Wellens             | Quinten Hermans         |
| 2023                                                                | Mathieu van der Poel  | Søren Wærenskjold       | Casper Pedersen         |
| 2024                                                                | Søren Wærenskjold     | Mathias Vacek           | Alex Aranburu           |
| 2025                                                                | Filippo Baroncini     | Ethan Hayter            | Jenno Berckmoes         |

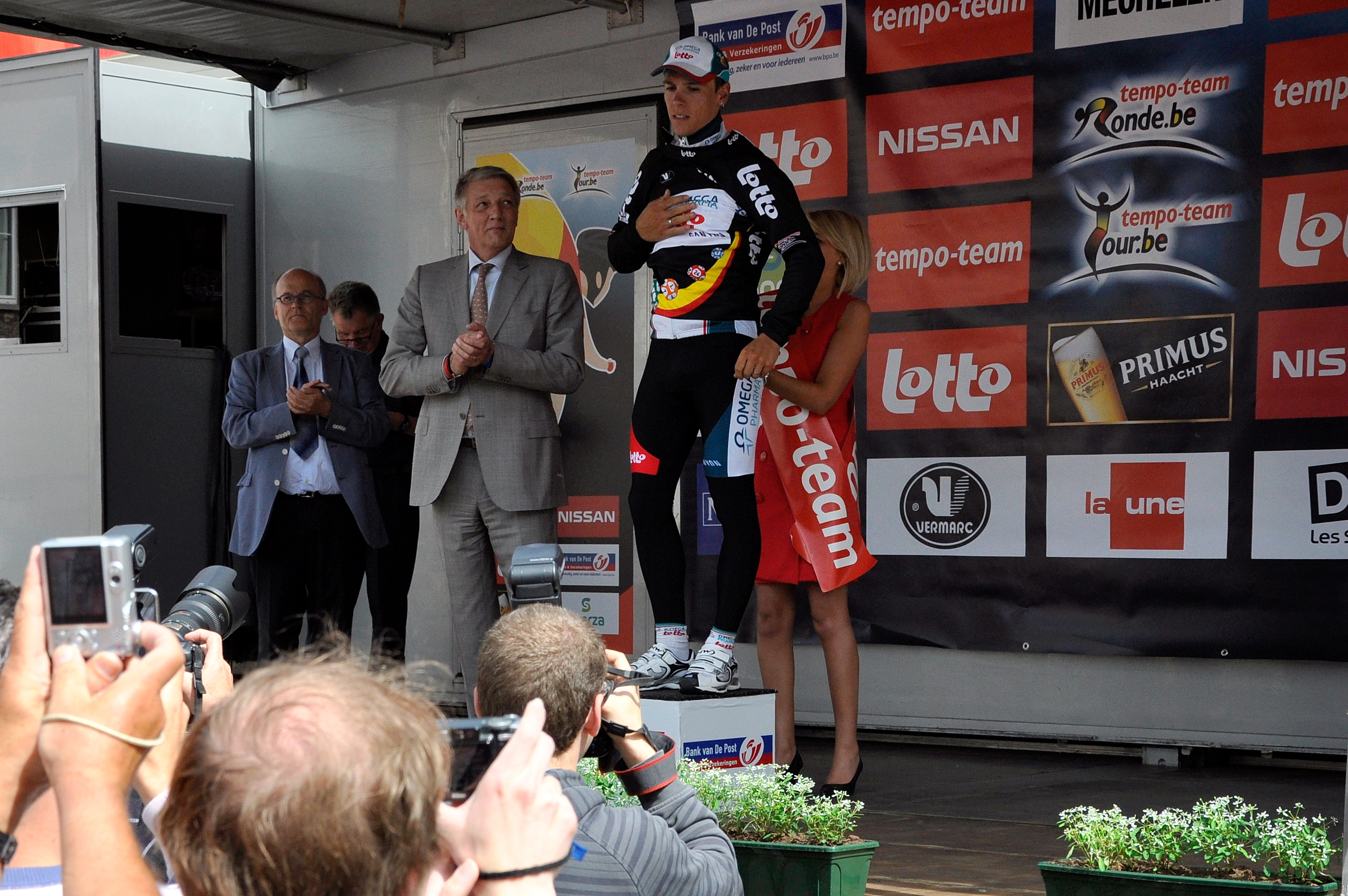
Philippe Gilbert en el pódium de una de las etapas la edición del 2010

Nota: En la edición de 1981 Jo Maas fue inicialmente el vencedor, pero fue descalificado por dopaje.

## Palmarés por países
| País         | Victorias | Victoria más reciente     |
| ------------ | --------- | ------------------------- |
| Bélgica      | 69        | Remco Evenepoel 2021      |
| Países Bajos | 9         | Mathieu van der Poel 2023 |
| Francia      | 4         | Sylvain Chavanel 2004     |
| Alemania     | 3         | Tony Martin 2014          |
| Italia       | 3         | Filippo Baroncini 2025    |
| Australia    | 1         | Michael Rogers 2003       |
| Dinamarca    | 1         | Leif Mortensen 1973       |
| Reino Unido  | 1         | Sean Yates 1989           |
| Rusia        | 1         | Vladímir Gúsev 2007       |
| Suiza        | 1         | Mauro Schmid 2022         |
| Noruega      | 1         | Søren Wærenskjold 2024    |

## Estadísticas

### Más victorias generales
| Ciclista            | Victorias | Años             |
| ------------------- | --------- | ---------------- |
| Tony Martin         | 3         | 2012, 2013, 2014 |
| Louis Mottiat       | 2         | 1914, 1920       |
| Émile Masson        | 2         | 1919, 1923       |
| René Vermandel      | 2         | 1921, 1922       |
| Henri Van Kerckhove | 2         | 1952, 1954       |
| Noël Foré           | 2         | 1958, 1962       |
| Eddy Merckx         | 2         | 1970, 1971       |
| Roger Swerts        | 2         | 1972, 1974       |
| Frans Maassen       | 2         | 1988, 1990       |
| Stijn Devolder      | 2         | 2008, 2010       |
| Jens Keukeleire     | 2         | 2017, 2018       |
| Remco Evenepoel     | 2         | 2019, 2021       |